# Gene Gotti
Eugene Gotti (New York City, 1946) è un mafioso statunitense di origini italiane.
Legato alla famiglia Gambino e importante trafficante di droga. È anche il fratello del più famoso boss John Gotti.

## Biografia
Nato da John e Fannie Gotti, Gene ha quattro fratelli: il defunto capo della famiglia Gambino John Gotti, Peter Gotti, Richard V. Gotti e Vincent Gotti. Gene ha una moglie, Rosalie, tre figli e otto nipoti; la sua casa di famiglia si trova a Valley Stream, nello stato di New York.
La sua affiliazione nella famiglia Gambino risale al 1966. Dopo essere stato riconosciuto colpevole di furto, Gotti è stato incarcerato per tre mesi in un carcere federale. Fu condannato, ancora una volta, per possesso illegale di arma da fuoco, scontando 18 mesi di reclusione.

### Crescita nella famiglia Gambino
Gene diventò di fatto membro attivo della famiglia nel 1976, lavorando con il fratello John nella South Ozone Park Crew. Nei primi anni ottanta Gotti fu parte attiva in una vasta operazione di spaccio di droga, coadiuvato dai colleghi Charles Carneglia e Angelo Ruggiero, come lui uomini d’onore della famiglia, sotto la direzione del fratello John Gotti, vero leader e mente della Crew. Tuttavia lo spaccio di droga era, al tempo, un’attività espressamente vietata dal capofamiglia dei Gambino Paul Castellano; ovviamente quest’infrazione, oltre che molto redditizia, fu anche un guanto di sfida che Gotti lanciava alle vecchie gerarchie della famiglia.
Nel 1985, con l’assassinio di Castellano, e la consecutiva presa di potere di John Gotti, Gene fu designato quale nuovo capo della South Ozone Park Crew. Secondo la testimonianza del pentito, e vice boss, Salvatore “Sammy the Bull” Gravano, Gene fu coinvolto in numerosi omicidi di mafia; tuttavia, nei successivi processi, Gotti non verrà mai incriminato per tali capi d’accusa. Gene fu anche un fortunato giocatore d’azzardo, cosa che mandava in bestia il fratello John; raccontava sempre di come era capace di vincere alle corse puntando su un cavallo quotato nove a uno mentre John perdeva centinaia di migliaia di dollari puntando sul football, cavalli e college basketball. Il 13 marzo 1987 Gene e John furono assolti dall’accusa di racket federali, la quale comprendeva anche il gioco d’azzardo e l’omicidio.

### Processo e detenzione
Il 24 maggio 1989, dopo due procedimenti invalidati per errori giudiziari di forma, Gene fu condannato per contrabbando di eroina, traffico multi-milionario e importantissimo per la famiglia Gambino. Il primo procedimento fu invalidato a causa del tentativo di influenzamento della composizione e delle decisioni della giuria, e il secondo fu invalidato a causa dello stallo che si era venuto a verificare nei voti della giuria, non riuscendo a raggiungere un verdetto unanime. Tuttavia ci furono problemi anche durante il terzo procedimento dato che due giurati furono respinti, incluso un sostituto che aveva testimoniato di aver ricevuto minacce. L'8 luglio 1989 Gene è stato condannato a 50 anni di reclusione in una prigione federale.
A seguito della sua condanna, Gene fu retrocesso nelle gerarchie della famiglia. Gene Gotti è stato detenuto presso il Federal Correctional Institution di Pollock, in Louisiana, dal 1998. È stato definitivamente rilasciato il 14 settembre 2018, all'età di 72 anni dopo aver scontato quasi 30 anni di detenzione. 

## Cultura di massa
- Gene Gotti è stato interpretato dall'attore Scott Cohen nel telefilm Gotti del 1996, prodotto dalla HBO.

## Letture addizionali
- Mob Star: The Story of John Gotti by Gene Mustain & Jerry Capeci del 2002, ISBN 0-02-864416-6.
- Gotti: The Rise & Fall by Jerry Capeci del 1996, ISBN 0-451-40681-8.
- Mafia Dynasty: The Rise & Fall of the Gambino Crime Family by John H. Davis del 1994, ISBN 0-06-109184-7.
- Goombata: The Improbable Rise and Fall of John Gotti and His Gang by John Cummings and Ernest Volkman